# Amen (gospellied)
Amen is een traditioneel Amerikaans gospellied. De eerst bekende opname is uit juni 1948 (uitgebracht in januari 1949) van het Wings Over Jordan Choir. Het stond op de B-kant van de 78 toeren-single Sweet little Jesus boy. Van het lied verschenen meerdere covers. In 1968 had Otis Redding er een bescheiden hit mee in Nederland.
Een belangrijk arrangement van het lied was in 1963 van Jester Hairston, in de film Lilies of the field toen het werd gezongen door The Impressions. Hairston hield aan deze uitvoering de bijnaam The Amen Man over. Het lied werd in 1964 op een single gezet en bereikte nummer 7 in de Billboard Hot 100 en nummer 1 in van de R&B-hitlijst van Cashbox.
In de loop van de jaren werd het uitgebracht door onder meer het Wings Over Jordan Choir (1949), Rev. J.B. Cocker (1950), Radio Four (1954), Elder Charles Beck (1956), Harry Belafonte (1963), Joe & Eddie (1963), The Impressions (1964), Johnny Cash (1965), Lloyd Price & Erma Franklin (1965), Staple Singers (1965), Otis Redding (1968), Rotary Connection (1968), The Winstons (1969), Elvis Presley (1977), The Neville Brothers (1987), Etta Cameron (1987), The Persuasions (1988), Take 6 (1991), Elton John & Sounds of Blackness (1994), Lynda Randle (2005), Aaron Neville (2005) en de Singing Men of Arkansas (2011).

## Otis Redding
Otis Redding bracht het lied in 1967 uit en kende er in Nederland een klein succes mee. Op de B-kant stond Hard to handle. Verder verscheen het op zijn elpee The immortal Otis Redding.

### Hitnoteringen

#### Nederlandse Top 40
| Hitnotering: week 32 t/m 42 in 1968 | Hitnotering: week 32 t/m 42 in 1968 | Hitnotering: week 32 t/m 42 in 1968 | Hitnotering: week 32 t/m 42 in 1968 | Hitnotering: week 32 t/m 42 in 1968 | Hitnotering: week 32 t/m 42 in 1968 | Hitnotering: week 32 t/m 42 in 1968 | Hitnotering: week 32 t/m 42 in 1968 | Hitnotering: week 32 t/m 42 in 1968 | Hitnotering: week 32 t/m 42 in 1968 | Hitnotering: week 32 t/m 42 in 1968 | Hitnotering: week 32 t/m 42 in 1968 | Hitnotering: week 32 t/m 42 in 1968 |
| Week:                               | 1                                   | 2                                   | 3                                   | 4                                   | 5                                   | 6                                   | 7                                   | 8                                   | 9                                   | 10                                  | 11                                  |                                     |
| ----------------------------------- | ----------------------------------- | ----------------------------------- | ----------------------------------- | ----------------------------------- | ----------------------------------- | ----------------------------------- | ----------------------------------- | ----------------------------------- | ----------------------------------- | ----------------------------------- | ----------------------------------- | ----------------------------------- |
| Positie:                            | 37                                  | 25                                  | 22                                  | 22                                  | 20                                  | 28                                  | 29                                  | 28                                  | 28                                  | 30                                  | 37                                  | uit                                 |

#### NederlandseParool Top 20
| Hitnotering: 17-8-1968 t/m 24-8-1968 | Hitnotering: 17-8-1968 t/m 24-8-1968 | Hitnotering: 17-8-1968 t/m 24-8-1968 | Hitnotering: 17-8-1968 t/m 24-8-1968 |
| Week:                                | 1                                    | 2                                    |                                      |
| ------------------------------------ | ------------------------------------ | ------------------------------------ | ------------------------------------ |
| Positie:                             | 20                                   | 20                                   | uit                                  |